# Rue de Majorque
La rue de Majorque (en catalan: Carrer de Mallorca) est l'une des rues de Barcelone. Elle est conçue lors de la création de l'Eixample et apparaît avec la lettre J dans le plan Cerdà.
La rue traverse Barcelone du sud ouest au nord est et traverse les districts de l'Eixample, Sants-Montjuïc, Sant Andreu et le Sant Martí. Le principal monument construit le long de la rue est la Sagrada Família ; on y trouve aussi des édifices modernistes comme le Palais Montaner et la Casa Thomas.
Son nom lui a été donné en l'honneur de la reconquête de l'île de Majorque par le roi Jacques le Conquérant en 1229.